# Дансе (Орн)
Дансе (фр. Dancé) насеље је и општина у северној Француској у региону Доња Нормандија, у департману Орн која припада префектури Мортањ о Перш.
По подацима из 2011. године у општини је живело 371 становника, а густина насељености је износила 25,39 становника/km². Општина се простире на површини од 14,61 km². Налази се на средњој надморској висини од 131 метар (максималној 193 m, а минималној 110 m).

## Демографија
| 1962. | 1968. | 1975. | 1982. | 1990. | 1999. | 2011. |
| ----- | ----- | ----- | ----- | ----- | ----- | ----- |
| 314   | 348   | 265   | 318   | 370   | 402   | 371   |

График промене броја становника у току последњих година